# José María Marchessi y Oleaga
José María Marchessi y Oleaga (también escrito Marchesi o Marquesi) (Madrid, 27 de noviembre de 1801 - ibídem, 23 de mayo de 1882) fue un militar y político español que alcanzó el grado de teniente general.
Ocupó distintos cargos de Estado en Europa y América, entre otros: director general de Caballería, ministro de la Guerra, gobernador capitán general de Puerto Rico, general en jefe del Quinto Ejército y presidente del Consejo Supremo de la Guerra. Desempeñó algunas misiones diplomáticas de relevancia. Asimismo escribió varios libros y estudios técnicos.

## Biografía
José María Marchessi y Oleaga, nació en Madrid el 22 de noviembre de 1801, segundo hijo de Luis Marchessi y Parussi, natural de Módena (Italia), general de brigada y pintor, y de Rita Oleaga y Miqueles, natural de Bilbao.
A los 6 años, siendo su padre exento del Real Cuerpo de Guardias de Corps, obtuvo la gracia de paje de Carlos IV. Sin embargo, apenas cumplió los siete años cuando los ejércitos de Napoleón invadieron la Península y tuvo que abandonar la Corte con su familia. El 13 de junio de 1808 su padre tomó el mando de diez compañías de tortosines de 200 hombres cada una para defender de las tropas napoleónicas el Coll de Balaguer (Tarragona) por lo que Marchessi tuvo que soportar el sito de la plaza, su rendición y la suerte de prisionero, que después burló toda la familia logrando fugarse. Pasó de allí a Valencia, cuyo sitio y bombardeo sufrió hasta la capitulación de la ciudad.

### Carrera militar
En 1815 ingresó en clase de distinguido de menor edad en la Brigada de Carabineros Reales y, más adelante, el 1 de diciembre de 1819, entró de cadete al regimiento caballería de Farnesio, jurando la Constitución Española de 1812 en abril de 1820. Con este regimiento asistió a varias acciones de guerra contra las tropas realistas, distinguiéndose Marchessi en las acciones de los pueblos de San Pedro y Villaornate, donde con cuatro soldados destacados de un grupo de 25, que componían la totalidad de su fuerza, se arrojó sobre 90 caballos enemigos acuchillándolos dentro del mismo pueblo hasta ponerlos en precipitada fuga con grandes pérdidas de muertos, heridos y prisioneros. 
En los periódicos de aquel tiempo se hace mención a este hecho de armas, así como también a la parte activa que tomó Marchessi en varias escaramuzas contra los cabecillas Merino, Cuevillas y otros.
En 1823, fue destinado al Cuarto Ejército de Operaciones, al mando del general Pablo Morillo, hasta la capitulación que el mencionado general hizo con los realistas y con los franceses.
Disuelto el ejército constitucional, el 1 de agosto de 1824 ingresó otra vez como distinguido en el regimiento de cazadores á caballo de la Guardia Real. Destinado á operaciones desde el momento en que estalló la guerra civil (primera guerra carlista), Marchessi realizó una serie prolongada de acciones de guerra con las contribuyó al famoso concepto que alcanzó dicho regimiento, uno de los más bravos de la caballería española.
El día 12 de noviembre de 1833 se halló en la acción de Cubillos de Perazancos, donde se distinguió contra los carlistas a los que hizo 63 prisioneros con tan solo cuatro batidores. Por esta acción S. M. le concedió el grado de teniente coronel.
El 20 de mayo de 1836, en la acción de Ademuz, tuvo un señalado triunfo contra 1.800 infantes y 250 caballos carlistas que le valió una mención honorífica. En esta acción, Marchessi cargó y dispersó a toda la caballería enemiga con unos 50 coraceros, a pesar de hallarse aquella formada al extremo de un puente de unos 60 metros y apoyada por su infantería que coronaba las alturas. Marchessi recibió en el choque una lanzada por encima de pecho izquierdo, que no acabó con su vida por llevar dobladas en el bolsillo unas listas de revista. Fue muy recomendado por su comportamiento, mereciendo las gracias de  S. M.
El día 24 de mayo de 1837 acompañó al general Diego de León en la acción de Huesca. En la carga que dio la caballería, perdió el caballo que montaba; tomó uno de la artillería que también fue herido mortalmente, y se vio por último obligado a montar el tercero que le cedió uno de los ordenanzas del general Iribarren. Fue Marchessi gravemente herido por una bala en el pie izquierdo. Continuó, sin embargo, batiéndose el resto de la acción, colocándose al frente de las compañías de tiradores de lanceros y de parte de la de coraceros; protegió algún tiempo al brigadier Van Halen que mandaba los batallones del regimiento de la Guardia Real de infantería. Enviado por el general para contener a los carlistas que arrollaban el ala izquierda, fue replegándose hasta unirse al escuadrón de coraceros, con el que dio una carga dirigida y mandada por el mismo general Iribarren, en la que este último fue herido mortalmente. Entre el nutrido fuego con que los carlistas recibieron al escuadrón, y la confusión en que se mezclaron los unos con los otros, Marchessi fue hecho prisionero por un oficial y cinco lanceros carlistas, de cuyas manos se salvó por los esfuerzos del cabo de coraceros Gabino Gómez. Imposibilitado Marchessi de seguir luchando por el estado de su herida, iba a retirarse desarmado del campo de batalla, cuando se vio precisado a permanecer en él para contener la dispersión de uno de los cuerpos con solo su prestigio y la vaina del sable que le quedaba. En premio de su comporta¬miento fue premiado con la cruz de primera clase de la Orden de San Fernando, y el 14 de diciembre obtuvo el grado de coronel de caballería.
El 15 de junio de 1840, formando parte de la división del general Manuel Gutiérrez de la Concha e Irigoyen, su escuadrón obtuvo una señalada victoria en los campos de Olmedilla. Después de haber forzado las posiciones de los batallones carlistas a las órdenes del general y sostenido por otro escuadrón de ligeros y dos compañías de cazadores, emprendió el enemigo su retirada hacía los montes inmediatos, de difícil acceso para la caballería, que podía únicamente cargarlos en una pequeña llanura a la que no era posible llegar sino dando un gran rodeo o precipitándose desde una eminencia escarpada. Marchessi optó por este último medio, arrojándose por la pendiente con los 80 caballos que componían su escuadrón. Al llegar abajo quedaron unos 30 por tierra; pero Marchessi, a la cabeza de los demás, cargó tan intrépidamente de flanco a tres batallones carlistas que se retiraban, que tuvieron que rendir las armas y entregarse, haciéndoles 1.400 prisioneros y 200 muertos. Marchessi, que sostuvo el combate más de media hora, hasta que llegó otra fuerza, tuvo mucha pérdida de hombres y caballos, y él mismo perdió el suyo. Por este mérito fue ascendido a coronel de caballería y obtuvo la cruz laureada de la Orden de San Fernando de segunda clase.
Con la misma división, entró por las Amézcoas en Navarra y tuvo un encuentro en las inmediaciones de Tafalla con las fuerzas carlistas de Balmaseda, a las que cargó de flanco con los 44 únicos lanceros útiles que le quedaban en su escuadrón, mientras otro del quinto ligero lo verificaba de frente, obligando a los carlistas a abandonar el campo, por lo que fue recompensado con el título de comendador de la Orden de Isabel la Católica.

### Pronunciamiento de 1841, condena a muerte y exilio
Terminada la guerra civil  Primera Guerra Carlista participó activamente en la pronunciamiento de 1841, una conspiración de los enemigos del regente Baldomero Espartero, con la pretensión, entre otras, de sacar de palacio a la reina niña Isabel II de España y a su hermana Luisa Fernanda para que se reunieran con su madre, María Cristina de Borbón Dos Sicilias, en aquel entonces exiliada en Francia. En la noche del 7 de octubre de 1841, momento en que se vio atacado el Palacio Real de Madrid, Marchessi se hallaba de jefe de parada en el mismo y, comprometido de antemano con los generales Diego de León y Manuel de la Concha, secundó el pronunciamiento. El pronunciamiento fracasón rotundamente y Marchessi tuvo que huir. Fue condenado a muerte y se vio forzado a emigrar a Francia, donde permaneció dos años.
Con el comienzo del reinado de Isabel II, en septiembre de 1843, regresó de nuevo a España.
En 1844, siendo ya brigadier, fue nombrado comandante general de la provincia de Oviedo y coronel del regimiento de caballería de la Reina núm. 2.
Elegido director general de las reales caballerizas y de la armería, durante los años que trascurrieron desempeñando cerca de la real persona este empleo, estos dos establecimientos debieron grandes adelantos al buen gusto, asiduidad y conocimientos del Sr. Marchessi. En la yeguada de S. M. se tuvieron resultados muy satisfactorios, hijos del cuidado e inteligencia para los cruzamientos, cría y recría del ganado; y se publicó el catálogo de la real armería. S. M. le dio pruebas muy significativas de lo gratos que le eran sus servicios, concediéndole la llave de gentil hombre de cámara con ejercicio, en noviembre de 1848. En 1851 presentó la dimisión de su cargo. S. M. Isabel II, al aceptarla, manifestó que le causaba sentimiento acceder a ella. En el mismo año, y en celebridad del natalicio de la princesa de Asturias, fue promovido al empleo de mariscal de Campo.
En 1852 fue nombrado subinspector de caballería del ejército de la isla de Cuba. Regresó a la Península al año siguiente donde se le destinó de segundo cabo a la capitanía general de Cataluña. En este destino y en medio de las circunstancias azarosas en que se encontró la nación, y especialmente las provincias de Cataluña, desempeñó el cargo de gobernador civil de Barcelona. Nombrado capitán general de Navarra tomó posesión del mando en 15 de agosto del mismo año, debiéndose a su celo y vigilancia que en febrero de l855 fracasaran los planes de conspiración que los carlistas fraguaban para apoderarse de Pamplona y de su ciudadela, y en junio, que las partidas que levantaron el estandarte de la rebelión quedaran destruidas, por cuyos servicios S. M. le premió con la gran cruz de la Orden de Carlos III.
El 29 de noviembre de 1858 fue nombrado Senador Vitalicio.
Además del mando de Navarra, tuvo los de Aragón y Castilla la Nueva, el cargo de gobernador capitán general de las Islas Baleares y el mando de general en jefe del 5.° ejército y distrito (Provincias Vascongadas, Navarra y Burgos). En este último mando se encontraba cuando tuvo lugar la última intentona carlista del general Ortega. Estando desprovisto de tropas el 5.° ejército por encontrarse España en guerra con el imperio de Marruecos, solo contaba con un batallón y dos regimientos de caballería. Un tacto especial presidió todas las disposiciones del general en jefe en Vitoria. Cuando recibió el parte del levantamiento de la partida de Aranda de Duero, de la de cerca de Bilbao, de los planes de trastorno en Burgos y Navarra, y por último del alzamiento de Ortega en favor de D. Carlos Luis de Borbón. La enérgica conducta del Sr. Marchessi contuvo la sublevación en el distrito de su mando, las partidas levantadas cesaron y la seducción se contuvo. Por estos nuevos servicios recibió el Sr. Marchessi una satisfactoria aprobación del gobierno de S. M.

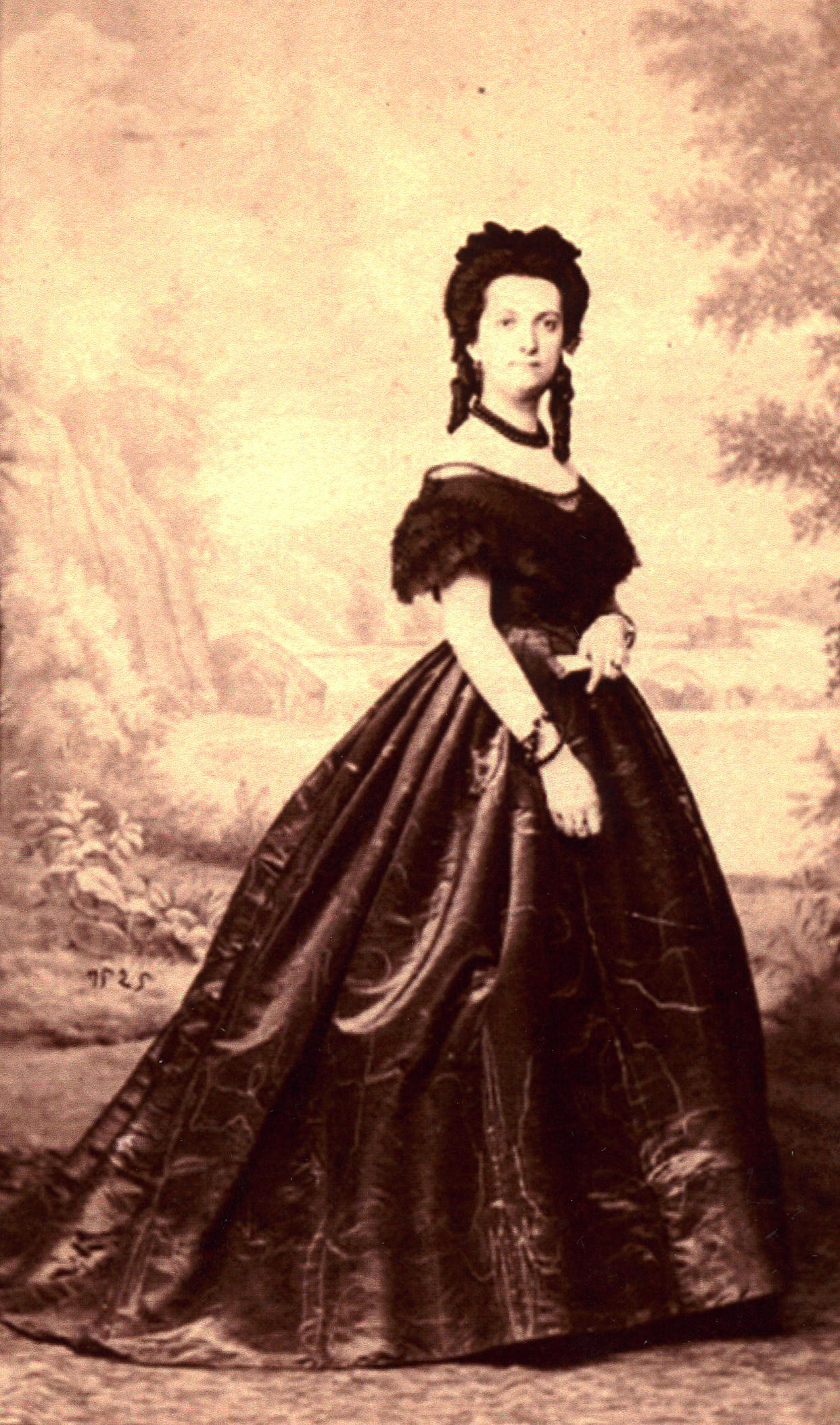
Clementina Butler, segunda esposa de José María Marchessi.

Fue nombrado director general de Caballería en 1860 y el 1 de marzo de 1864 ministro de la Guerra en el gobierno de Alejandro Mon, del partido Moderado. Durante su mandato, de algo más de seis meses, reorganizó la Infantería y propuso e instituyó la Orden del Mérito Militar.
Marchó a América al ser nombrado capitán general de Puerto Rico, cargo en el que permaneció entre los años 1865 y 1867.
Desde el 8 de enero de 1875 hasta el 5 de diciembre de 1877 en que dimitió, fue presidente del Consejo Supremo de la Guerra y senador por derecho propio desde 1877 hasta su fallecimiento.

### Actividad diplomática
A Marchessi le fueron encargadas diferentes misiones diplomáticas que culminaron con éxito por lo que fue premiado con distintos títulos como el de Caballero de la Legión de Honor (Emperador de los Franceses Napoleón III, 4/12/1857), el de Caballero de la Orden Imperial de San Estanislao de Rusia (Zar Alejandro II de Rusia, 9/05/1862) o el de Comendador de la Orden del León Neerlandés (Rey Guillermo III de los Países Bajos, 27/04/1858).

### Escritor
Participó en la redacción de distintos libros y se escribieron otros bajo supervisión: “La cría caballar en España ó Noticias históricas, estadísticas y descriptivas, acerca de este ramo de riqueza”, “el Catálogo de la Real Armería”, “Historia orgánica de las Armas de Infantería y Caballería españolas”, “Manual de instrucción de caballería para las clases de oficiales de dicha arma”, “Memoria ó “Relación sucinta de las innovaciones introducidas en las Reales Caballerizas desde 24 de mayo de 1844 á 31 de diciembre de 1846”  y otros.

## Matrimonio e hijos
En 1847 se casó en Madrid en segundas nupcias con Clementina Butler, de 17 años, hija de su amigo Juan Bautista Butler y Keyser, intendente general del Ejército y de María Rosa de Arias y Gasco. Tuvieron cuatro hijos: Josefa, Francisco, Luis y Eduardo.

## Final
Falleció en Madrid el 23 de mayo de 1882.

## Aficiones
Fue un gran aficionado a los concursos hípicos llegando a ganar sus caballos, «Irlandés» y «Musulmán», varios premios en las carreras de los hipódromos de Madrid.
Perteneció a distintas sociedades como la Sociedad Económica Matritense o la Sociedad de Fomento de la Cría Caballar de España.

## Distinciones
- Gentilhombre de cámara con ejercicio.
- Caballero gran cruz de la Orden de Carlos III.
- Caballero gran cruz de la Orden de Isabel la Católica.
- Caballero gran cruz de la Orden de San Hermenegildo.
- Caballero de la Orden de San Fernando.
- Caballero de la Legión de Honor de Francia.
- Caballero de la Orden de San Estanislao de Rusia.
- Comendador de la Orden del León Neerlandés de los Países Bajos.